# ۱۹۹ (پیش از میلاد)
۱۹۹ (پیش از میلاد) ۱۹۹مین سال قبل از تقویم میلادی است.